# Chokyi Dronma
Chokyi Dronma (tibétain : ཆོས་ཀྱི་སྒྲོན་མེ་, Wylie : chos kyi sgron ma)(1422-1455), princesse de Gungthang fut la première Samding Dorje Phagmo et inaugura une lignée de femmes tulkus, de lama réincarnées. 

## Biographie
Chokyi Dronma, princesse du royaume indépendant de Gungthang dans le sud-ouest du Tibet, se maria dans la famille royale de la principauté du sud de Latö Lho (de) (Wylie:La stod lho), mais renonça, après la mort de sa fille unique, à sa famille et à son statut royal pour devenir nonne bouddhiste aux environs de l'an 1442.
En 1445, Chokyi Dronma se déplace en personne pour chercher une grande quantité de fer dans les exploitations minières du Kongpo .
Chokyi Dronma fut une figure principale de la tradition bodongpa du bouddhisme tibétain. Elle est morte au monastère de Manmogang à Tsari au sud-est du Dakpo, à proximité de la frontière indienne, en 1455.